# Suikoden V
Suikoden V (幻想水滸伝V Gensō Suikoden Faibu?, (listen)ⓘ) es un videojuego de rol desarrollado Hudson Soft y Konami y publicado por esta última compañía para la consola PlayStation 2, siendo el quinto juego principal de la saga Suikoden. Apareció el 23 de febrero de 2006 en Japón, y en ese mismo año en Norteamérica y Europa, vendiendo globalmente alrededor de 350000 unidades.